# Stereodon henonii
Stereodon henonii là một loài Rêu trong họ Hypnaceae. Loài này được (Duby) Mitt. mô tả khoa học đầu tiên năm 1891.